# Горнбек
Горнбек (нім. Hornbek) — громада в Німеччині, розташована в землі Шлезвіг-Гольштейн. Входить до складу району Герцогство Лауенбург. Складова частина об'єднання громад Брайтенфельде.
Площа — 5,89 км2. Населення становить 192 ос. (станом на 31 грудня 2020).